# Cohutta
Cohutta é uma cidade  localizada no estado americano de Geórgia, no Condado de Whitfield.

## Demografia
Segundo o censo americano de 2000, a sua população era de 582 habitantes.
Em 2006, foi estimada uma população de 610, um aumento de 28 (4.8%).

## Geografia
De acordo com o United States Census Bureau tem uma área de
6,5 km², dos quais 6,4 km² cobertos por terra e 0,1 km² cobertos por água. Cohutta localiza-se a aproximadamente 240 m acima do nível do mar.

## Localidades na vizinhança
O diagrama seguinte representa as localidades num raio de 20 km ao redor de Cohutta.